# Claude Vell
 (septembre 2010).
Si vous disposez d'ouvrages ou d'articles de référence ou si vous connaissez des sites web de qualité traitant du thème abordé ici, merci de compléter l'article en donnant les références utiles à sa vérifiabilité et en les liant à la section « Notes et références ».
 (février 2010).
Claude Vell est une marque française de vêtements pour enfants fondée à Paris en 1982 par Claude et Robert Mitrani, installée 8 rue du Jour, et qui a cessé son activité en 2007. Reconnaissable à son logo constitué par trois bonhommes verts chaussés en rouge, elle a marqué la mode enfantine dans les années 80 et 90 par une utilisation très libre des matières et des tissus[réf. nécessaire]. 
Sobres, confortables et faciles d'entretien, les vêtements Claude Vell étaient élaborés dans des tissus naturels et des coloris recherchés, avec le refus des imprimés. Cette marque, diffusée dans le monde entier, était très implantée dans les boutiques haut de gamme en Belgique.
La société a été placée en liquidation judiciaire le 11 avril 2002.